# Vaccin BCG
Vaccinul BCG (denumirea provine de la bacilul Calmette–Guérin) este un vaccin utilizat în principal împotriva tuberculozei. În țările unde tuberculoza sau lepra apare frecvent, este recomandată o singură doză pentru bebelușii sănătoși, iar aceasta trebuie administrată cât mai recent de la naștere. Copiii ce prezintă HIV/SIDA nu ar trebui vaccinați. În zonele în care tuberculoza nu este comună, doar bebelușii ce prezintă risc mare sunt, de obicei, imunizați, în cazul în care pacienții suspectați de tuberculoză au fost testați și tratați. De asemenea, adulții care nu au tuberculoză și nu au fost imunizați în prealabil, dar care sunt expuși frecvent la tuberculoza rezistentă la medicamente pot fi imunizați. Este uneori utilizat în tratamentul cancerului vezical.
Procentele de protecție variază considerabil și aceasta durează între zece și douăzeci de ani. Vaccinul previne infectarea a aproximativ 20% dintre copii, iar pentru cei infectați deja, în jumătate dintre cazuri va fi prevenită dezvoltarea bolii. Vaccinul se administrează prin injectare intradermică. Necesitatea dozelor suplimentare nu este susținută de dovezi.
Reacțiile adverse severe sunt rare. De multe ori apare roșeață, umflături și durere medie în zona injectării vaccinului. O mică ulcerație ar putea, de asemenea, să se formeze, rămânând cicatrice după vindecare. Efectele adverse sunt mai comune și potențial mai severe la persoanele cu un sistem imunitar slăbit. Nu se poate folosi în condiții de siguranță în timpul sarcinii. Vaccinul a fost original dezvoltat din Mycobacterium bovis⁠(d) ce se găsește, de obicei, la bovine. Chiar dacă a fost atenuată, tulpina BCG din acest preparat este încă vie.
Vaccinul BCG a fost utilizat pentru prima dată în scop medical în anul 1921. Acesta se află pe lista medicamentelor esențiale ale Organizației Mondiale a Sănătății. În fiecare an, vaccinul este administrat la aproximativ 100 de milioane de copii.

## Utilizări medicale
Vaccinul BCG este utilizat pentru imunizarea activă împotriva tuberculozei. Acesta se administrează imediat după naștere (începând cu 4 zile după naștere), intradermic.
Studii din anul 1994 au sugerat faptul că vaccinul BCG reduce riscul dezvoltării unei infecții tuberculozice cu aproximativ 50%. În 2014 s-a demonstrat că vaccinul reduce infecțiile cu 19–27% și reduce progresia unei infecții latente la una activă cu aproximativ 71%. Totuși, există variații în ceea ce privește eficacitatea sa în diferite regiuni geografice, datorită diferenței genetice a persoanelor, a mediilor, a expunerii și a condițiilor de preparare ale vaccinului în laborator.
Vaccinul prezintă cea mai mare eficacitate în profilaxia tuberculozei miliare și a meningitei tuberculozice, și este utilizat chiar și în statele în care eficacitatea asupra tuberculozei pulmonare este neglijabilă.

## Efecte adverse
Ca orice medicament injectabil, vaccinul BCG poate produce durere și iritație la locul injectării. Acesta se administrează intradermic, însă dacă administrarea se face subcutanat, există riscul dezvoltării infecțiilor și migrarea acestora către ganglionii limfatici din vecinătate, ceea ce poate produce adenopatie (care necesită uneori aspirarea puroiului).
Vaccinul BCG nu trebuie administrat pacienților imunocompromiși (de exemplu, cu SIDA), deoarece poate provoca o infecție severă diseminată, uneori letală. Incidența acestui efect este de unul la un milion de administrări. Începând cu anul 2007, Organizația Mondială a Sănătății nu mai recomandă acest vaccin pentru nou-născuți cu HIV, nici măcar în cazul unui risc mare de expunere la TBC, datorită riscului de infecție diseminată.

## Obținere
Vaccinul BCG este un vaccin viu atenuat, ceea ce înseamnă că este preparat dintr-o tulpină de Mycobacterium bovis (bacil tuberculos bovin) care a fost puternic atenuată (adică cu virulență redusă) și care astfel nu mai poate cauza infecții la oameni, dar este capabil să declanșeze un răspuns imun. Bacilii sunt foarte similari cu cei sălbatici în ceea ce privește imunogenitatea, inducând o protecție cu o eficiență de până la 80% și pe o durată de 15 ani; eficacitatea sa variază totuși în funcție de regiune.